# Michael Kaniecki
Michael Joseph Kaniecki (ur. 13 kwietnia 1935, zm. 6 sierpnia 2000) – amerykański biskup katolicki polskiego pochodzenia, jezuita. Od 1965 kapłan. W marcu 1984 mianowany koadiutorem diecezji Fairbanks na Alasce, objął rządy w diecezji w czerwcu 1985.